# Rysy
Il Rysy (2.503 m s.l.m.) è una delle montagne più alte degli Alti Tatra (nei Carpazi), al confine tra Polonia e Slovacchia.

## Toponimo
Secondo una delle teorie, il nome Rysy in polacco e slovacco (significa fenditura) viene dalla serie di guglie al versante occidentale della catena Žabie. Tuttavia, rysy può anche significare "lince" in lingua slovacca (rys).

## Caratteristiche

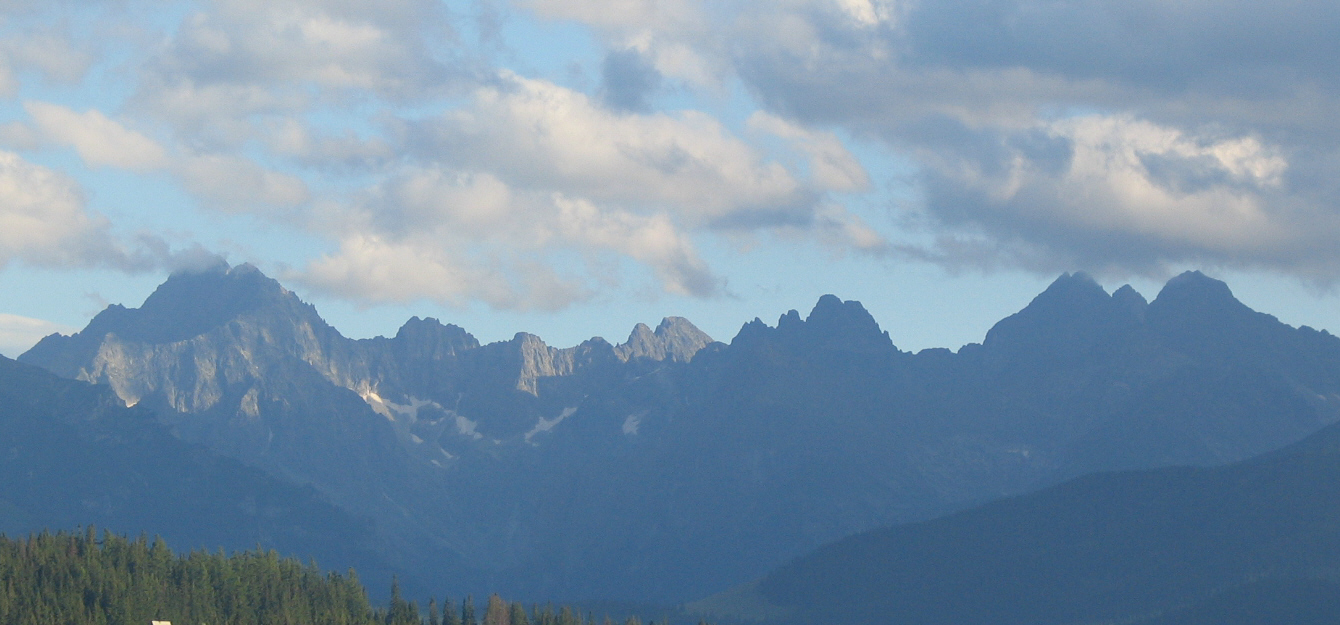
Alcune cime dei Monti Tatra viste da nord-est. Da sinistra: Gerlachovský štít, Batizovský štít, Kačací štít, Končistá, Gánok, Vysoká, Rysy

Il monte presenta tre cime: una al centro (2.503 m), una a nord-ovest (2.499 m) e una a sud-est (2.473 m). Il picco a nord-ovest è il punto più alto della Polonia.
Sui fianchi del monte è presente la Chata pod Rysmi (2.250 m), che è il rifugio più alto dei monti Tatra.

## Ascesa alla vetta
La prima ascesa al Rysy fu effettuata nel 1840 da Ede Blásy e dalla sua guida Ján Ruman-Driečny. La prima ascesa invernale fu compiuta nel 1884 da Theodor Wundt e Jakob Horvay.
Il monte è accessibile ai turisti singoli senza guida. Dal 2000, è presente alla cima un sentiero che consente di passare il confine, operativo dal 1º luglio al 30 settembre, dalle 7:00 alle 19:00.